# Bräkne tingslag
Bräkne tingslag var ett tingslag i Blekinge län i Bräkne domsaga (1849-1933) och Bräkne och Listers domsaga (1771-1848, 1934-1949). Tingsplats var i Bräkne-Hoby.
Tingslaget bildades 1683 och omfattade Bräkne härad. Tingslaget uppgick 1 januari 1950 i Bräkne och Karlshamns domsagas tingslag.